# Eugenio Siena
Eugenio Siena (ur. 1 kwietnia 1905 roku w Mediolanie, zm. 15 maja 1938 roku w Al-Mallasze, nieopodal Trypolisu) – włoski kierowca wyścigowy.

## Kariera
W swojej karierze wyścigowej Siena poświęcił się startom w wyścigach Grand Prix i w wyścigach samochodów sportowych. W latach 1932, 1935–1936 Włoch był klasyfikowany w Mistrzostwach Europy AIACR. W pierwszym sezonie startów z dorobkiem dwudziestu punktów uplasował się na dziewiątej pozycji w klasyfikacji generalnej. Po wznowieniu serii w 1935 Włoch uzbierał łącznie 39 punktów. Dało mu to 29. miejsce w końcowej klasyfikacji kierowców. Rok później był 28.
W wyścigach samochodów sportowych jego największym sukcesem jest zwycięstwo w 1932 roku w 24-godzinnym wyścigu Spa.

## Śmierć
Siena zginął w czasie wyścigu o Grand Prix Trypolisu nieopodal stolicy włoskiej kolonii w Libii. Z dużą prędkością wyleciał z toru, stracił panowanie nad kierownicą i uderzył w mur budynku. Pod wpływem działającej siły kierowca wyleciał z pojazdu. Zmarł na miejscu.